# Angresse
Angresse es una comuna francesa situada en el departamento de Landas, en la región de Nueva Aquitania.

## Historia
Angresse es una pequeña comuna situada en el departamento de las Landas, en la región de Nueva Aquitania, al suroeste de Francia. La historia de esta localidad se enmarca dentro de la evolución general de la región de las Landas, un área conocida por su paisaje dominado por vastos bosques de pinos y su costa atlántica.
Históricamente, Angresse, como muchas otras comunas en las Landas, ha estado marcada por la transformación del paisaje debido a la reforestación masiva iniciada en el siglo XIX. Esta reforestación se llevó a cabo para combatir la erosión del suelo y para aprovechar los recursos naturales, como la resina de los pinos, que se convirtió en uno de los motores económicos de la región. En esta época, muchas pequeñas localidades de las Landas se convirtieron en comunidades basadas en la agricultura y la explotación forestal.
A lo largo de los siglos, Angresse ha sido una comuna agrícola, pero en las últimas décadas, ha comenzado a evolucionar debido al creciente interés turístico en la región de las Landas. Con su cercanía a la costa atlántica y su posición entre el campo y el mar, la comuna ha visto un desarrollo más orientado hacia el turismo y las segundas residencias, beneficiándose del atractivo natural de la región.
El crecimiento del turismo en la región ha transformado Angresse, que ahora forma parte de una red de localidades cercanas a destinos populares como Hossegor y Capbreton. Estas zonas costeras atraen a turistas en busca de deportes acuáticos, especialmente el surf, lo que ha impactado positivamente en el desarrollo local.
El entorno rural y forestal de Angresse, junto con su tranquilidad y proximidad a centros turísticos más grandes, la convierte en un lugar deseado para aquellos que buscan un equilibrio entre la vida rural y el acceso a las playas del Atlántico.
En resumen, la historia de Angresse está estrechamente vinculada a las dinámicas económicas y naturales de las Landas, con su evolución desde una comuna principalmente agrícola y forestal hacia un lugar cada vez más influenciado por el turismo y el desarrollo residencial.

## Demografía
| 348 | 388 | 492 | 653 | 877 | 1097 | 2193 |
| Para los censos de 1962 a 1999 la población legal corresponde a la población sin duplicidades (Fuente: INSEE [Consultar]) |     |     |     |     |      |      |